# ショーン・ペイトン
パトリック・ショーン・ペイトン（Patrick Sean Payton、1963年12月29日 - ）はアメリカ合衆国カリフォルニア州サンマテオ出身のアメリカンフットボール元選手、コーチ。現役時代のポジションは、クォーターバック（QB）。NFLのニューオーリンズ・セインツのヘッドコーチを務めて第44回のスーパーボウルを制覇しており、セインツの歴代ヘッドコーチの中で一番勝ち星を上げている。2019年に5年契約を結んだが、2021年シーズン終了後、退任した。2023年シーズンからはデンバー・ブロンコスのヘッドコーチとなる。
プロとしての現役はわずか2年間だったが、アリーナフットボールリーグ（AFL）、カナディアン・フットボール・リーグ（CFL）、NFL、またリーグに所属していなかったイギリスのチームにも在籍した。

## 経歴

### 選手時代
高校時代からQBとして活躍した。奨学金を得て、東イリノイ大学に進学、1986年にはチームは11勝2敗でディビジョンI-AAのプレーオフで準決勝に進出した。
1987年のNFLドラフトでは指名されず、カンザスシティ・チーフスのトライアウトに参加した。アリーナ・フットボール・リーグのシカゴ・ブルーザーズ、ピッツバーグ・グラディエイターズでプレーした後、カナディアン・フットボール・リーグのオタワ・ラフライダーズに所属した。その後同年NFLのストライキが起きた際は、シカゴ・ベアーズの代替選手となった。3試合に出場した彼はパス23回中8回成功（成功率34.8%）、79ヤードを獲得、1TD、1INT、QBレイティング27.3の成績を残した。なお彼がインターセプトを喫したのはニューオーリンズ・セインツ戦であった。
1988年にはイギリスのプロリーグ、バドワイザー・ナショナル・リーグに所属するレスター・パンサーズでプレーした。彼が先発QBを務めたチームはブリティッシュ・リーグ準決勝に進出した。このシーズン終了とともにアメリカに戻った彼は選手生活に別れを告げた。

### 指導者時代
1988年、サンディエゴ州立大学のオフェンスアシスタントとして指導者のキャリアを始めた彼は、インディアナ州立大学、マイアミ大学、イリノイ大学のコーチを経て、サンディエゴ州立大学に戻った。
1997年、フィラデルフィア・イーグルスのQBコーチに就任した。カレッジのコーチ時代、彼はマーシャル・フォークを指導している。
1997年、1998年とペイトンはジョン・グルーデン攻撃コーディネーターの下でQBコーチを務めた。1998年にグルーデンがオフェンスラインコーチのビル・キャラハンも連れてイーグルスを去った。後任のヘッドコーチにレイ・ローズが就任するとペイトンは解雇された。イーグルスの1997年のパス攻撃は、4.009ヤードを獲得した。
1999年、ニューヨーク・ジャイアンツのQBコーチに就任、2000年には攻撃コーディネーターに就任した。この間チームは第35回スーパーボウルに進出した。
2002年、ジャイアンツの攻撃陣が十分なパフォーマンスを見せられない試合を何試合か演じた後、ペイトンはプレーコールをする権利をジム・ファセルヘッドコーチに奪われた。同年チームはワイルドカードでプレーオフに進出した。
2003年、ビル・パーセルズの下でアシスタントヘッドコーチ及びQBコーチに就任した。カウボーイズで彼はクインシー・カーター、ビニー・テスタバーディ、ドリュー・ブレッドソーを指導した。
2006年、ニューオーリンズ・セインツのヘッドコーチに就任した。本拠地のニューオーリンズは前年のハリケーン・カトリーナで甚大な被害を受け、リーグで下から2番目となる3勝13敗でシーズンを終えた。
フリーエージェントでQBドリュー・ブリーズを獲得、この年チームはパス攻撃で1位、得点で5位となり、10勝6敗でNFC南地区で優勝、チーム史上2度目となるプレーオフ勝利をあげた。NFCチャンピオンシップゲームではNFC第1シードのシカゴ・ベアーズに14-39で敗れたが、2007年1月、ペイトンは50票中44票を獲得し、NFLコーチ・オブ・ザ・イヤーに選ばれた。
2007年は7勝9敗に終わった。
2009年、レギュラーシーズンを13勝3敗で終えたセインツは、第44回スーパーボウルでインディアナポリス・コルツを31-17で破り優勝した。
2011年10月16日のタンパベイ・バッカニアーズ戦でタックルを受けた相手TEジミー・グラハムと接触し脛骨とMCLを負傷した。
2012年、セインツが相手チームの選手に怪我を負わせた守備選手に報奨金を支払っていたことが明るみに出て、チーム並びに多くのコーチ、選手が処分を受けた。ペイトンは1年間の活動停止処分となり、その年は息子の学校のコーチを務めた。この年のペイトンの行動に基づき、Netflixが2022年に映画『ホーム・チーム』（"Home Team"）を公開した。
2013年、セインツと複数年の契約延長を果たした。
2016年3月23日、セインツと5年の延長契約に合意した。同年12月24日の勝利でジム・モーラ・シニアのヘッドコーチとしての勝利数記録を更新する94勝目をあげた。
2017年、11勝5敗でチームは4年ぶりに勝ち越しワイルドカードでプレーオフに進出した。ディビジョンライバルのカロライナ・パンサーズを破り、ディビジョナルプレーオフでミネソタ・バイキングスと対戦した。0-17とリードを許したが24-23と逆転、試合最後のプレーで相手QBケイス・キーナムがステフォン・ディグスに投げた27ヤードのパスがランアフターキャッチを許し、61ヤードのTDパスとなり24-29で敗れた。NFLのプレーオフ史上決勝TDパスが成功し、試合がそのまま終了したケースとなった。このプレーは後にミネアポリス・ミラクルと呼ばれるようになった。
2018年、13勝3敗でチームはNFC第1シードを獲得した。ディビジョナルプレーオフで前年のスーパーボウルチャンピオンフィラデルフィア・イーグルスを20-14で破り、NFCチャンピオンシップゲームでロサンゼルス・ラムズと対戦したが延長の末、23-26で敗れた。この試合の第4Q残り1分45秒でセインツWRトミーリー・ルイスがニッケル・ロビー＝コールマンにヒットされたプレーはパス・インターフェアランスの反則がコールされるべきであったのではと論争を呼んだ。
2019年9月15日、セインツと5年の契約延長に合意した。13勝3敗でシーズンを終えたがワイルドカードプレーオフでミネソタ・バイキングスに延長の末、20-26で敗れた。
新型コロナウィルスの流行した2020年、第2週の試合でマスクを着用しなかったことによりNFLから10万ドルの罰金を科された。
2021年シーズン終了後、ドリュー・ブリーズが引退を表明、ペイトンもその後退任することを明らかにした。16シーズンで161勝97敗の成績を残した。2024年までセインツとの契約を残しており、チームはトレード要員としての価値を保有していた。2023年1月31日、2023年ドラフトの1巡目指名権、2024年ドラフトの2巡目指名権、さらに将来の3巡目指名権と引き換えにデンバー・ブロンコスに譲渡され、ブロンコスのヘッドコーチとなった。
2年目の2024年シーズンは、ブロンコスを9年ぶりのプレーオフ出場に導いた。